# Gary Wilkinson
Gary Wilkinson (* 7. April 1966 in Kirkby-in-Ashfield) ist ein englischer Snookerspieler, der von 1987 bis 2006 19 Jahre lang auf der Snooker Main Tour spielte.

## Karriere

### Anfänge
Im Jahr 1984 nahm Wilkinson erstmals an den Turnieren WPBSA Pro Ticket Series teil, doch er schied in den frühen Runden aus. Ein Jahr später erreichte er zwei Mal das Halbfinale, was er erst gegen Anthony Harris und dann gegen Terry Parsons verlor, und konnte im vierten und letzten Event im Finale Jim Chambers besiegen. 1986 siegte er bei den nationalen Watney Open und verlor im Finale der North English Amateur Championship. Im Jahr 1987 wurde er Profi auf der Snooker Main Tour.

### Erste Profijahre
Direkt im ersten Ranglistenturnier, den International Open, der Saison erreichte Wilkinson die Hauptrunde, wo er gegen Stephen Hendry ausschied. Beim Grand Prix besiegte er mit Dene O’Kane und Silvino Francisco gleich zwei aufstrebende Spieler und zog ins Achtelfinale, wo er mit 3:5 gegen den Waliser Steve Newbury verlor. Nach einem zweiten Ausscheiden in der ersten Hauptrunde beim UK Championship und einer Qualifikationsniederlage beim Classic, zog er in die Hauptrunde des English Professional Championship, wo er direkt Neal Foulds unterlag. Bei den British Open erreichte er sein zweites Achtelfinale, was er mit 1:5 gegen Jimmy White verlor. Bei der Snookerweltmeisterschaft schied er in der ersten Qualifikationsrunde mit 9:10 aus.
In der nächsten Saison gewann Wilkinson seinen ersten Profi-Titel. Beim ersten Event der WPBSA Non-Ranking-Serie schmiss er Steve Campbell, Warren King, Peter Francisco und David Roe aus dem Turnier. Im Finale traf er auf den zweifachen Weltmeister Alex Higgins, doch er blieb unbeeindruckt und siegte mit 5:4. Davon beflügelt, erreichte Wilkinson die zweite Hauptrunde beim Grand Prix, welches er mit 2:5 gegen Rex Williams verlor. Nach einem frühen Ausscheiden bei den Canadian Masters und einer Achtelfinalniederlage beim zweiten Non-Ranking-Event gegen Alex Higgins zog er auch in die Runde der letzten 32 beim UK Championship ein, wo er gegen Weltmeister Steve Davis verlor. Seine zweite Halbfinalteilnahme seiner Karriere ereignete sich beim English Professional Championship, wo er beide Qualifikationsrunden überstand und nach einem überraschenden Sieg gegen John Virgo das Halbfinale erreichte, was er mit 3:5 gegen den späteren Sieger Mike Hallett verlor. Des Weiteren erreichte er die Runde der letzten 32 bei den European Open, wo er 2:5 gegen den späteren Turniersieger John Parrott verlor. Bei der Snookerweltmeisterschaft besiegte er in der Qualifikation den sechsfachen Weltmeister Ray Reardon und Tony Drago, sodass er zum ersten Mal in die Hauptrunde der WM einzog. Er verlor 9:10 gegen Stephen Hendry, aber er erreichte den Weltranglistenplatz 39.

### Aufstieg in die erweiterte Weltspitze
Seine dritte Profisaison sollte für ihn wegweisend sein. Er erreichte bei den ersten beiden Ranglistenturnieren der Saison direkt das Halbfinale, was er bei den Hong Kong Open gegen Dene O’Kane und bei den Asian Open gegen Stephen Hendry verlor, der später in der Saison mit seinem Sieg bei der Weltmeisterschaft eine neue Ära im Snookersport einläutete. Beim Grand Prix und beim Dubai Classic erreichte er zusätzlich die Runde der letzten 32. Eine weitere Halbfinalteilnahme erreichte er beim prestigeträchtigen UK Championship, wo er mit 8:9 im Decider gegen Steve Davis ausschied. Beim Classic erreichte er das Achtelfinale, was mit 2:5 gegen Wayne Jones verloren ging. Zum Saisonabschluss erreichte er zum zweiten Mal die Hauptrunde der Snookerweltmeisterschaft, indem er in der entscheidenden Runde Ex-Weltmeister John Spencer besiegte. In der ersten Hauptrunde schied er gegen John Virgo aus. Am Ende der Saison wurde er auf Platz 19 der Weltrangliste gelistet, womit er innerhalb von drei Jahren den Aufstieg in die besten 32 schaffte.
Nach zwei Auftaktniederlagen bei Einladungsturnieren zu Beginn der Saison 1990/91, zog Wilkinson beim Grand Prix ins Achtelfinale ein, was er aber mit 0:5 gegen Jimmy White verlor. Beim Dubai Classic gelang ihm der Einzug ins Halbfinale, was er gegen Steve Davis verlor. Beim UK Championship zog er ins Achtelfinale ein, wo er gegen Danny Fowler ausschied. Nach zwei Viertelfinalteilnahmen bei Einladungsturnieren, darunter dem World Matchplay 1990, konnte er beim Classic 1991 durch Siege über Dennis Taylor und James Wattana wieder ein Viertelfinale erreichen, was er mit 3:5 gegen Neal Foulds verlor. Bei den World Masters besiegte er mit Peter Ebdon und Alan McManus zwei gute Spieler der 2000er- und 2010er-Jahre. Seine Siegesserie setzte er mit einem 6:3 gegen den Deutschen Mike Henson fort und endete im Achtelfinale durch eine 5:7-Niederlage gegen Tony Drago. Beim prestigeträchtigen Masters durfte er an der Wildcard-Runde teilnehmen, wo er mit 3:5 gegen Tony Meo verlor. Für den endgültigen Einzug in die Weltspitze sorgte er bei den British Open: Er schmiss John Campbell, Silvino Francisco, James Wattana, Tony Jones und im Halbfinale Jimmy White aus dem Turnier, sodass er zum ersten Mal im Finale eines Ranglistenturnieres stand. Gegen Stephen Hendry kämpfte er und ging sogar mehrmals in Führung, doch am Ende siegte Hendry mit 9:10. Seine beste Saison schloss er mit einer Viertelfinalteilnahme bei der Snookerweltmeisterschaft ab, wo er mit 3:13 gegen Jimmy White ausschied. Auf der Weltrangliste schloss er die Saison auf Platz 5 ab.

### Etablierung in den Top 20
Zum Beginn der Saison 1991/92 wurde Wilkinson zu einer Reihe von Einladungsturnieren eingeladen, bei denen er mehrfach im Viertel- oder Halbfinale verlor. Bei den ersten Ranglistenturnieren verlor er in den frühen Hauptrunden, so zum Beispiel beim UK Championship in der Runde der letzten 32 gegen Tony Drago. Beim World Matchplay 1991 besiegte er Dean Reynolds, John Parrott und Jimmy White, sodass er das Finale erreichte. Dort besiegte er Steve Davis mit 18:11 und gewann 70.000 Pfund Sterling. Beim Classic zog Wilkinson erneut in ein Achtelfinale eines Ranglistenturnieres ein, was er aber gegen James Wattana verlor. Dank seiner Weltranglistenposition wurde er zur Matchroom League eingeladen, wo er aber mit nur fünf Siegen aus zwölf Spielen in der Gruppenphase ausschied. Nach einer Auftaktniederlage bei den Asian Open gegen Steve Campbell, verlor er in der ersten Runde des Masters 1992 gegen Alain Robidoux. Zum Ende der Saison gelang ihm die Teilnahme am Viertelfinale der Welsh Open sowie die Teilnahme am Achtelfinale der British Open. Bei der Snookerweltmeisterschaft verlor er in der ersten Runde gegen Willie Thorne, sodass er sich auf der Weltrangliste um drei Positionen auf Platz acht verschlechterte.
Die nächste Saison begann für Wilkinson mit einer Finalteilnahme beim Scottish Masters, wo er mit Terry Griffiths, Stephen Hendry und Steve Davis gleich drei Weltmeister aus dem Turnier geschmissen hatte. Im Finale unterlag er Neal Foulds mit 8:10. Beim ersten Ranglistenturnier der Saison, dem Dubai Classic, erreichte er das Achtelfinale, wo er gegen Mick Price ausschied. Beim Grand Prix konnte er den damaligen Tourneuling Ronnie O’Sullivan besiegen, verlor anschließend aber gegen John Higgins. Beim UK Championship und den Welsh Open erreichte er weitere zwei Mal das Achtelfinale, schied aber gegen Alan McManus und Ken Doherty aus. Beim Masters gelang ihm im Achtelfinale ein 5:0-Sieg über Alain Robidoux, anschließend unterlag er Stephen Hendry. Nach drei Erstrundenniederlagen bei Ranglistenturnieren schaffte er bei der Snookerweltmeisterschaft den Sieg in der Auftaktpartie gegen Dean Reynolds, doch im Achtelfinale verlor er gegen Nigel Bond. Auf der Weltrangliste fiel er aus den Top 16 auf Platz 17, erstere sollte er in seiner Karriere nicht mehr erreichen.

### Rausfall aus den Top 20 der Weltrangliste
Nach zwei Auftaktniederlagen zu Saisonbeginn erreichte er das Viertelfinale des Grand Prix, wo er Peter Ebdon unterlag. Bis Anfang 1994 erreichte Wilkinson lediglich zweimal die Runde der letzten 32 von Ranglistenturnieren, beide Male scheiterte er an Alan McManus. Bei den International Open erreichte er das Achtelfinale, was er gegen Joe Swail verlor. Bis zum Ende der Saison schied er in frühen Runden aus, auch die Hauptrunde der Snookerweltmeisterschaft verpasste er. Beim letzten Saisonturnier, dem Pontins Professional, erreichte er das Halbfinale, was er gegen Ken Doherty verlor. Auf der Rangliste spiegelten sich die Saisonergebnisse wider, er rutschte aus den Top 20 auf Platz 22.
Auch die nächste Saison verlief bis Anfang 1995 miserabel. Er erreichte lediglich mehrfach die Runde der letzten 32 bei Ranglistenturnieren. Die vorläufige Wende schaffte er bei den Thailand Open, wo er bis ins Viertelfinale kam und dort gegen den späteren Sieger James Wattana verlor. Nach einer Erstrundenniederlage bei den British Open erreichte er das Viertelfinale der Snookerweltmeisterschaft, was er mit 7:13 gegen Nigel Bond verlor. Zum Abschluss der Saison erreichte Wilkinson zum wiederholten Male das Halbfinale des Pontins Professional, diesmal unterlag er Peter Ebdon. Auf der Weltrangliste verschlechterte er sich um einen Platz.

### Rückkehr in die Top 20
Nach einem verhaltenen Start in die Saison 1995/96 mit einer Teilnahme an der Runde der letzten 32 der Thailand Open erreichte er beim UK Championship das Achtelfinale, was er mit 2:9 gegen Stephen Hendry verlor. Sowohl bei den German Open als auch bei den Welsh Open erreichte er die Runde der letzten 32, welche er gegen James Wattana und Terry Murphy verlor. Bei den British Open und bei der Snookerweltmeisterschaft erreichte er ebenfalls das Achtelfinale, doch John Parrott und Stephen Hendry konnten ihn besiegen. Zum Ende der Saison verbesserte sich Wilkinson auf Ranglistenplatz 19.
In der nächsten Saison setzte er seine Erfolgssträhne fort. Beim Asian Classic gelang ihm der Einzug ins Achtelfinale, welches er gegen Alan McManus verlor. Beim Grand Prix und beim UK Championship sowie bei den German Open erreichte er die Runde der letzten 32, doch Alain Robidoux, Alan McManus und Stephen Hendry konnten ihn besiegen. Nach einer Auftaktniederlage bei den Welsh Open erreichte er die Runde der letzten 32 bei den International Open, welche er mit 3:5 gegen Stephen Hendry verlor. Den Einzug in ebenjene Runde wiederholte er bei den Thailand Open, diesmal unterlag er Dave Harold. Bei den British Open erreichte er das Achtelfinale, welches er gegen Mark Williams verlor. Zum Saisonabschluss erreichte er die Hauptrunde der Snookerweltmeisterschaft, doch er verlor mit 5:10 gegen Darren Morgan. Auf der Weltrangliste konnte er sich auf Platz 17 verbessern.
Seine zehnte Profisaison begann mit einer Auftaktniederlage beim Grand Prix gegen Alfie Burden. Doch beim UK Championship und bei den German Open gelang Wilkinson der Einzug ins Achtelfinale, er verlor gegen Ronnie O’Sullivan und gegen Jamie Burnett. Nach zwei Einzügen in die Runde der letzten 32 bei den Welsh Open und den Scottish Open erreichte er zum dritten Mal in Folge bei den Thailand Masters ebenjene Runde. Sein drittes Achtelfinale in seiner Jubiläumssaison erreichte er bei den British Open, wo er an Mark Williams scheiterte. Die Hauptrunde der Snookerweltmeisterschaft verpasste er durch eine 9:10-Niederlage gegen Simon Bedford. Er beendete die Saison unverändert auf Weltranglistenplatz 17.

### Absturz in der Weltrangliste
Zum Start der Saison 1998/99 erreichte Wilkinson das Achtelfinale des Grand Prix, was er mit 0:5 gegen Jamie Burnett. Bei der Benson & Hedges Championship erreichte er die Runde der letzten 32, wo er gegen Marcus Campbell ausschied. Doch vom UK Championship bis zu dem im März 1999 ausgetragenen China International verlor er alle Auftaktpartien. Bei den British Open gelang ihm zwar der Einzug ins Achtelfinale, doch nachdem er durch ein 9:10 gegen Ian McCulloch die Hauptrunde der Snookerweltmeisterschaft verpasst hatte, stürzte er auf der Weltrangliste auf Platz 29 ab.
Bei den British Open 1999 und dem darauffolgenden Grand Prix, den ersten beiden Ranglistenturnieren der Saison 1999/2000, erreichte Wilkinson die Runde der letzten 32, wo er beide Male gegen Mark Williams, der später im Jahr sowohl die UK Championship als auch im Mai 2000 die Snookerweltmeisterschaft gewinnen sollte. Nach einer Reihe von frühen Turnierniederlagen erreichte er beim Malta Grand Prix 2000 erneut die Runde der letzten 32, diesmal unterlag er Ken Doherty mit 1:5. Auch bei den Scottish Open verlor er gegen Doherty in ebenjener Runde. Zum Ende der Saison konnte er sich durch einen 10:9-Sieg über Jason Ferguson für die Hauptrunde der Snookerweltmeisterschaft qualifizieren, wo er John Parrott mit 9:10 unterlag. Zum Ende der Saison flog er mit Position 34 erstmals seit 1988/89 aus den Top 32 der Weltrangliste.

### Letzte Erfolge auf der Main Tour
Zum Start der nächsten Saison erreichte Wilkinson die erste Runde der British Open, wo er mit 3:5 gegen Dominic Dale verlor. Nach einer Qualifikationsniederlage beim Grand Prix erreichte er beim Benson & Hedges Championship das Halbfinale, wo er mit 4:5 gegen Stuart Bingham verlor. Nach einer Niederlage in der Qualifikation für den UK Championship verlor er bei den China Open in der Runde der letzten 48. Im Jahr 2001 verlor er bei drei Ranglistenturnieren sein Auftaktspiel und erreichte bei der Snookerweltmeisterschaft die zweite Qualifikationsrunde, in welcher er gegen Michael Holt ausschied. Auf der Weltrangliste verlor er drei Plätze und beendete die Saison auf Platz 37.
Direkt im ersten Ranglistenturnier der Saison 2001/02, den British Open erreichte er die Runde der letzten 32, wo er mit 0:5 gegen Ronnie O’Sullivan ausschied. Beim LG Cup – die Fortführung des Grand Prix – erreichte er die erste Runde (Runde der letzten 48) der Hauptrunde. Nach zwei frühen Niederlagen zog er auch beim UK Championship in ebenjener Runde ein, drei Monate später auch beim Thailand Masters. Bei den Scottish Open erreichte er die Runde der letzten 32, diesmal unterlag er Jimmy White mit 0:5. Beim Saisonabschluss in Sheffield verlor er in der vorletzten Qualifikationsrunde gegen den Finnen Robin Hull. Es folgte ein Absturz auf der Weltrangliste auf Platz 48.
Zum Start in die Saison 2002/03 erreichte Wilkinson die Runde der letzten 48 beim LG Cup, wo er mit 3:5 gegen Tony Drago verlor. Anschließend kam er bis zu den Welsh Open 2003 nicht über die Runde der letzten 64 heraus, dort schaffte er es immerhin eine Runde weiter. Nach zwei weiteren Auftaktniederlagen stand die Qualifikation für die Snookerweltmeisterschaft an. In der Runde der letzten 64 traf er auf Dave Finbow, den er mit 10:7 besiegte. In der nächsten Runde traf er auf Fergal O’Brien, mit dem er sich ein enges Match lieferte. Doch Wilkinson gewann mit 10:8 und zog so zum neunten Mal in die Hauptrunde ein. Er verlor mit 7:10 gegen Stephen Hendry in der ersten Hauptrunde. Es sollte das letzte Mal sein, dass er eine WM-Hauptrunde erreichte.

### Letzte Profijahre
Auf Platz 46 der Weltrangliste verlor er bei den ersten sechs Turnieren der Saison seine Auftaktpartien. Erst beim Irish Masters überstand er seine Auftaktpartie und zusätzlich die Qualifikation, doch in der ersten Hauptrunde schied er gegen Jimmy White aus. Beim nächsten Turnier, dem Players Championship, erreichte er die Runde der letzten 48, wo er gegen Dominic Dale verlor. Bei der Snookerweltmeisterschaft verlor er in der vorletzten Qualifikationsrunde mit 4:10 gegen Nick Dyson. Auf der Weltrangliste stützte er auf Platz 56 ab.
In der Saison 2004/05 gewann Wilkinson nur noch ein Spiel von neun Spielen, sodass er auf Weltranglistenplatz 78 abrutschte. Lediglich über die Einjahreswertung konnte er auf der Main Tour verbleiben.
Nach einer Reihe von Teilnahmen an den Events der Pontin’s International Open Series 2005/06, bei denen er ein Achtelfinale erreichen konnte, zog er beim UK Championship in die zweite Qualifikationsrunde ein, wo er gegen Jamie Burnett verlor. Beim Malta Cup überstand er die Qualifikation, doch er verlor in der Runde der letzten 48 gegen John Parrott. Nach einer weiteren Niederlage in der Runde der letzten 80 bei den Welsh Open und einer Auftaktniederlage bei den China Open verlor er in der ersten Qualifikationsrunde der Snookerweltmeisterschaft gegen David Roe. Es sollte nach 19 Jahren sein letztes Profimatch sein, denn Weltranglistenplatz 85 reichte nicht für eine Qualifikation für die nächste Saison.

### Weitere Karriere
Im Laufe der Saison 2006/07 spielte Wilkinson auf den Events der PIOS-Tour. Mit zwei Viertelfinalteilnahmen und einer weiteren Achtelfinalteilnahme landete er auf Platz 15 der Rangliste, welcher nicht für ein Main-Tour-Ticket reichte. Auch in der nächsten Saison versuchte er dort sein Glück. Direkt im ersten Turnier zog er ins Finale ein, welches er aber mit 3:6 gegen Simon Bedford verlor. Bei den weiteren Turnieren kam er nicht mehr über die Runde der letzten 32 heraus, sodass er nur auf Platz 16 der Rangliste landete. In den folgenden beiden Saisons nahm er nur jeweils ein Mal an einem PIOS-Event teil, beide Male verlor er sein Auftaktmatch.
Im Jahr 2011 nahm er an der World Seniors Championship teil, wo er nach überstandener Qualifikation in der ersten Hauptrunde gegen den späteren Sieger Darren Morgan verlor. Im folgenden Jahr schied er in der dritten Qualifikationsrunde gegen Nigel Bond aus, der ebenfalls als Sieger aus dem Turnier hervorging. Im Jahr 2013 verlor er in der zweiten Qualifikationsrunde, 2015 und 2016 in der vierten.
Des Weiteren arbeitet für die World Snooker Association als Turnierassistent.

## Erfolge
| Ausgang                             | Jahr   | Turnier                                              | Finalgegner    | Ergebnis |
| ----------------------------------- | ------ | ---------------------------------------------------- | -------------- | -------- |
| Amateurturniere                     |        |                                                      |                |          |
| Sieger                              | 1985/4 | WPBSA Pro Ticket Series                              | Jim Chambers   | 6:4      |
| Zweiter                             | 2007   | Pontin’s International Open Series 2007/08 – Event 1 | Simon Bedford  | 3:6      |
| Nationale Wettbewerbe               |        |                                                      |                |          |
| Sieger                              | 1986   | Watney Open                                          | Andrew Shaw    | 3:1      |
| Zweiter                             | 1986   | North English Amateur Championship                   | Geoff Grennan  | 2:8      |
| Non-Ranking- und Einladungsturniere |        |                                                      |                |          |
| Sieger                              | 1988/1 | WPBSA Non-Ranking                                    | Alex Higgins   | 5:4      |
| Sieger                              | 1991   | World Matchplay                                      | Steve Davis    | 18:11    |
| Zweiter                             | 1992   | Scottish Masters                                     | Neal Foulds    | 8:10     |
| Ranglistenturniere                  |        |                                                      |                |          |
| Zweiter                             | 1991   | British Open                                         | Stephen Hendry | 9:10     |